# Proba focului și apei
Proba focului și apei (în poloneză Próba ognia i wody) este un film psihologic polonez din 1979, regizat de Włodzimierz Olszewski⁠(d) după un scenariu inspirat din romanul omonim al lui Andrzej Braun⁠(d). Acțiunea cărții și a filmului, inspirată din evenimente reale, se concentrează asupra unui incendiu catastrofal produs pe un șantier naval, în urma căruia au murit mai mulți muncitori, și a responsabilității și vinovăției persoanelor implicate.

## Rezumat
Tânărul jurnalist Marek Tarłowski este trimis pe malul Mării Baltice ca să scrie un reportaj despre pescuitul de crustacee, dar începe o investigație proprie cu privire la un incendiu catastrofal care a avut loc pe un tanc petrolier⁠(d) de pe un șantier naval. Incendiul a izbucnit în timpul efectuării unor reparații la acea navă în bazinul portuar al șantierului, iar treisprezece muncitori care lucrau în interiorul carenei au rămas blocați în sala mașinilor. Ca urmare a pericolului de extindere a incendiului la celelalte nave, persoanele cu atribuții de conducere au trebuit să ia rapid o decizie: fie tăierea unei părți a carenei și salvarea muncitorilor, timp în care încărcătura de combustibil a navei putea să explodeze și să provoace moartea a câtorva sute de persoane, fie stingerea focului cu dioxid de carbon, condamnându-i astfel la moarte pe muncitorii blocați în interior. Proiectantul șef, inginerul Janicz, a ales cea de-a doua opțiune. Incendiul a fost stins și nava a fost salvată, dar muncitorii au murit. Tarłowski reușește să ia legătura cu persoanele responsabile de pe șantier și să afle ce s-a întâmplat. Articolul său îl incriminează ca vinovat pe inginerul Janicz.
În urma anchetei jurnalistice, inginerul Janicz a părăsit șantierul naval, deoarece nu a mai putut face oprobriului colegilor săi, și s-a mutat în orașul Poznań, unde s-a angajat la fabrica „Cegielski”. A lucrat acolo câtva timp, iar, atunci când noii săi colegi au aflat că el era persoana responsabilă pentru moartea muncitorilor de pe șantierul naval, a renunțat la serviciu. După doi ani, jurnalistul îl găsește din întâmplare pe Janicz pe o navă și decide să vorbească cu el. Investigația jurnalistului răscolește conștiințe și încearcă să descopere ce se putea face în acea situație și dacă soluția aleasă atunci a provocat cele mai mici pierderi omenești.

## Distribuție
- Jerzy Kryszak⁠(d) — jurnalistul Marek Tarłowski
- Edward Lubaszenko⁠(d) — inginerul Janicz
- Iwona Bielska⁠(d) — Krystyna, prietena lui Janicz
- Wanda Neumann⁠(d) — soția lui Janicz
- Zofia Walkiewicz — Wiesia
- Zdzisław Kuźniar⁠(d) — inginerul Ciećwierz
- Stanisław Michalski⁠(d) — Małecki
- Ferdynand Matysik⁠(d) — directorul șantierului naval
- Jerzy Moniak — maistrul Sobecki, șeful brigăzii
- Wiesław Wójcik⁠(d) — Wiktor
- Krzysztof Zaleski⁠(d) — redactorul șef al ziarului
- Arkadiusz Bazak — procurorul care anchetează tragedia de pe șantierul naval
- Stanisław Bębenek⁠(d) — secretarul organizației de bază⁠(d) (POP) a Partidului Muncitoresc Unit Polonez de pe șantier
- Marian Gańcza — muncitor de pe șantierul naval
- Tadeusz Gwiazdowski⁠(d) — comandantul detașamentului de pompieri
- Wiesława Kosmalska — soția lui Małecki
- Zbigniew Lesień⁠(d) — inginerul Szymanek
- Edmund Pietryk⁠(d) — inginerul de la fabrica „Cegielski”
- Wiesław Drzewicz⁠(d) — colegul jurnalistului
- Jan Twardowski⁠(d) — colegul jurnalistului
- Miron Klimowicz
- Bohdan Łazuka⁠(d) — el însuși
- Krzysztof Krawczyk⁠(d) — el însuși

## Producție
Filmul, prin prototipul său literar, este inspirat de evenimente reale (incendiul⁠(d) produs pe nava MS Maria Konopnicka⁠(d) în bazinul portuar al șantierului naval din Gdańsk la 13 decembrie 1961). Autorul scenariului nu este menționat pe genericul filmului și se speculează că ar fi ori scriitorul Andrzej Braun⁠(d), ori regizorul Włodzimierz Olszewski⁠(d).
Proba focului și apei a fost produs de compania Zespół Filmowy „Pryzmat”⁠(d). S-a filmat în mai multe locuri din voievodatul Pomerania. În timpul filmărilor din vara anului 1977, jucătorii de hochei ai clubului Stal Sanok⁠(d), care se aflau la acel moment într-un cantonament sportiv din Gdańsk, au apărut în film ca figuranți. Director de imagine a fost Krzysztof Wyszynski, iar muzica a fost compusă de Jerzy Maksymiuk. Filmările au fost realizate pe o peliculă color de 2100 de metri; durata filmului este de 77 de minute.

## Lansare
Filmul a fost lansat pe 5 ianuarie 1979 la cinematografele din Polonia.

## Recepție critică
În ciuda unui subiect tentant, regizorul Włodzimierz Olszewski⁠(d) nu pune accentul în acest film pe latura senzaționalistă a întâmplării, ci mai ales pe semnificațiile ei. Astfel, el a decis să nu dezvolte elementele de acțiune (incendiul, încercările de salvare a muncitorilor) și a vrut, dimpotrivă, să descopere cauzele catastrofei, încercând să afle care ar fi fost soluția cea mai potrivită a următoarei dileme: salvarea a 13 persoane cu riscul primejduirii vieții câtorva sute sau condamnarea la moarte a celor 13 persoane. Căutarea continuă până la sfârșit și relevă „adevăruri grave, usturătoare”.
Criticul român Vlad Paulian scria într-un articol publicat în mai 1980 în revista Cinema că „filmul se încheagă promițător, se desfășoară coerent și consecvent cu ideea pentru care pledează” și, prin „suspensul psihologic bine dozat” și prin „plastica foarte îngrijită”, atrage atenția spectatorului până aproape de sfârșit, când regizorul abandonează discursul virulent de până atunci și concluzionează cu empatie că orice om este supus greșelii.